# Bosco MacDonald
John Bosco MacDonald (ur. 21 lipca 1963) – brytyjski duchowny katolicki, biskup diecezjalny diecezji Clifton od 2024. 

## Życiorys
Święcenia kapłańskie otrzymał 6 lipca 1991 i został inkardynowany do diecezji Clifton. Pracował jako duszpasterz parafialny, a w latach 2003–2007 kierował też dekanatem Bristol Nord. W latach 2015–2024 był proboszczem parafii katedralnej.
14 marca 2024 papież Franciszek mianował go ordynariuszem diecezji Clifton.
8 maja 2024 otrzymał święcenia biskupie w Katedrze w Bristolu. Udzielił mu ich arcybiskup Bernard Longley. 